# Bluesky
Bluesky (também abreviado como Bsky) é uma rede social de microblogue descentralizada. A plataforma foi criada pela Bluesky Social, uma empresa de utilidade pública baseada nos Estados Unidos, como uma prova de conceito para o AT Protocol, um protocolo de comunicação para redes sociais descentralizadas. Jay Graber é a CEO da empresa, e Jeremie Miller, criador do XMPP, faz parte do conselho administrativo.
Uma característica central do serviço é o uso de nomes de domínio como identificadores. Os usuários recebem um identificador de subdomínio genérico após se inscreverem (como @exemplo.bsky.social). Identificadores com o sufixo padrão *.bsky.social redirecionam para a página relevante do usuário quando acessados num navegador. Após se inscreverem, os usuários podem optar por verificar um domínio ou subdomínio. Segundo o site da empresa, o sistema foi projetado para ser um método de verificação da legitimidade e identidade do usuário, semelhante à verificação de URL de página para evitar ataques de phishing ou typosquatting.

## Descrição
A Bluesky é uma iniciativa para desenvolver um protocolo de rede social descentralizado, de forma que múltiplas redes sociais, cada uma com seus próprios sistemas de curadoria e moderação, possam interagir com outras redes sociais por meio de um padrão aberto. Cada rede social que usa o protocolo é um "aplicativo". O protocolo, hoje chamado AT Protocol, não usa tecnologia blockchain.
O Authenticated Data Experiment (ADX), em meados de 2022, foi o primeiro lançamento de protocolo inicial da Bluesky. Ele usa repositórios de dados pessoais, controlados por usuários individuais, que as redes sociais podem opcionalmente suportar. Destina-se a permitir que os usuários compartilhem mensagens ou recursos de engajamento em redes sem afetar a moderação da rede doméstica do usuário, pois os dados são armazenados no repositório de dados pessoais e as redes podem limitar quais mensagens são permitidas.
A Bluesky lançou uma versão simplificada, nominada AT Protocol, em outubro de 2022, junto a uma documentação técnica.

## História
O ex-CEO do Twitter, Jack Dorsey, anunciou pela primeira vez a iniciativa Bluesky em 2019. O CTO da empresa (e posteriormente CEO), Parag Agrawal, era seu gerente, convidando inicialmente membros do grupo de trabalho no início de 2020. O grupo se expandiu com representantes das redes descentralizadas já existentes Mastodon e ActivityPub. O grupo era coordenado através do software de chat Element. Em 2021, o Bluesky anunciou Jay Graber, que havia tido a primeira experiência no ramo de redes sociais com a startup Happening, para se tornar a nova liderança do projeto.
Em 2023, a rede social ganhou adeptos principalmente de usuários do X que estavam insatisfeitos com a aquisição daquela rede social pelo empresário Elon Musk.
Em 4 de maio de 2024, Jack Dorsey, cofundador do X, anunciou a sua renúncia do conselho administrativo do Bluesky. No dia seguinte, a Bluesky confirmou oficialmente a sua saída do conselho. Ele declarou que a plataforma estaria "cometendo os mesmos erros" do X, e apontou críticas referentes às políticas de moderação e à remoção de perfis contendo conotações racistas.
Em 30 de agosto de 2024, a Bluesky ganhou um milhão de usuários brasileiros e bateu recordes de interações nos últimos três dias após o bloqueio do X no Brasil. Após o aumento significativo de usuários no país, a CEO de então, Jay Graber, assinalou a vontade da sua equipe em fazer da rede "um ótimo lugar para os brasileiros", e anunciou o desenvolvimento de recursos de vídeos e trending topics. Apesar de ter aproveitado o bloqueio do X no Brasil para crescer entre a comunidade de brasileiros, até setembro de 2024 a Bluesky também não dispunha de um representante no país, um dos principais motivos para o bloqueio da rede rival. Como justificativa, a empresa alegou ser uma empresa remota, sem uma sede em lugar algum do mundo.
Em 11 de setembro de 2024, a Bluesky anunciou a implementação do suporte a vídeos na plataforma. Com isso, a plataforma passou a aceitar vídeos com duração de até 60 segundos e nos formatos mp4, mpeg, webm e mov. 
No final de janeiro de 2025, a empresa divulgou ter atingido a marca de 30 milhões de usuários e sua base segue crescendo. No mês seguinte o aplicativo Flashes, uma alternativa ao Instagram da Meta, foi disponibilizado para usuários do iPhone. O Flashes é um aplicativo construído sobre o mesmo protocolo do Bluesky, AT Protocol, e chegou primeiro para os usuários do iOS, sendo disponibilizado no dia 24 de fevereiro de 2025 na loja oficial da plataforma.
O lançamento do Flashes remete uma característica interessante: a de atender uma demanda por alternativas de código aberto e descentralizadas às redes sociais tradicionais. O acesso ao aplicativo é feito pelas mesmas credenciais utilizadas no Bluesky.